# Palacio de Johannisburg
El Palacio de Johannisburg (en alemán: Schloss Johannisburg) es un palacio alemán del siglo XVII erigido en la ciudad de Aschaffenburg, en el distrito de la Baja Franconia en el estado de Baviera. Está situado en el centro de la ciudad, con vistas al río Meno y fue construido entre 1605 y 1614 por el arquitecto Georg Ridinger para Johann Schweikhard von Kronberg (1553-1626), príncipe-obispo de Maguncia (r. 1604-1626) y fue su segunda residencia hasta la mediatización alemana de 1803. Está construido de piedra arenisca roja, el material de construcción típico de la región de Spessart, las colinas cerca de Aschaffenburg.

## Historia

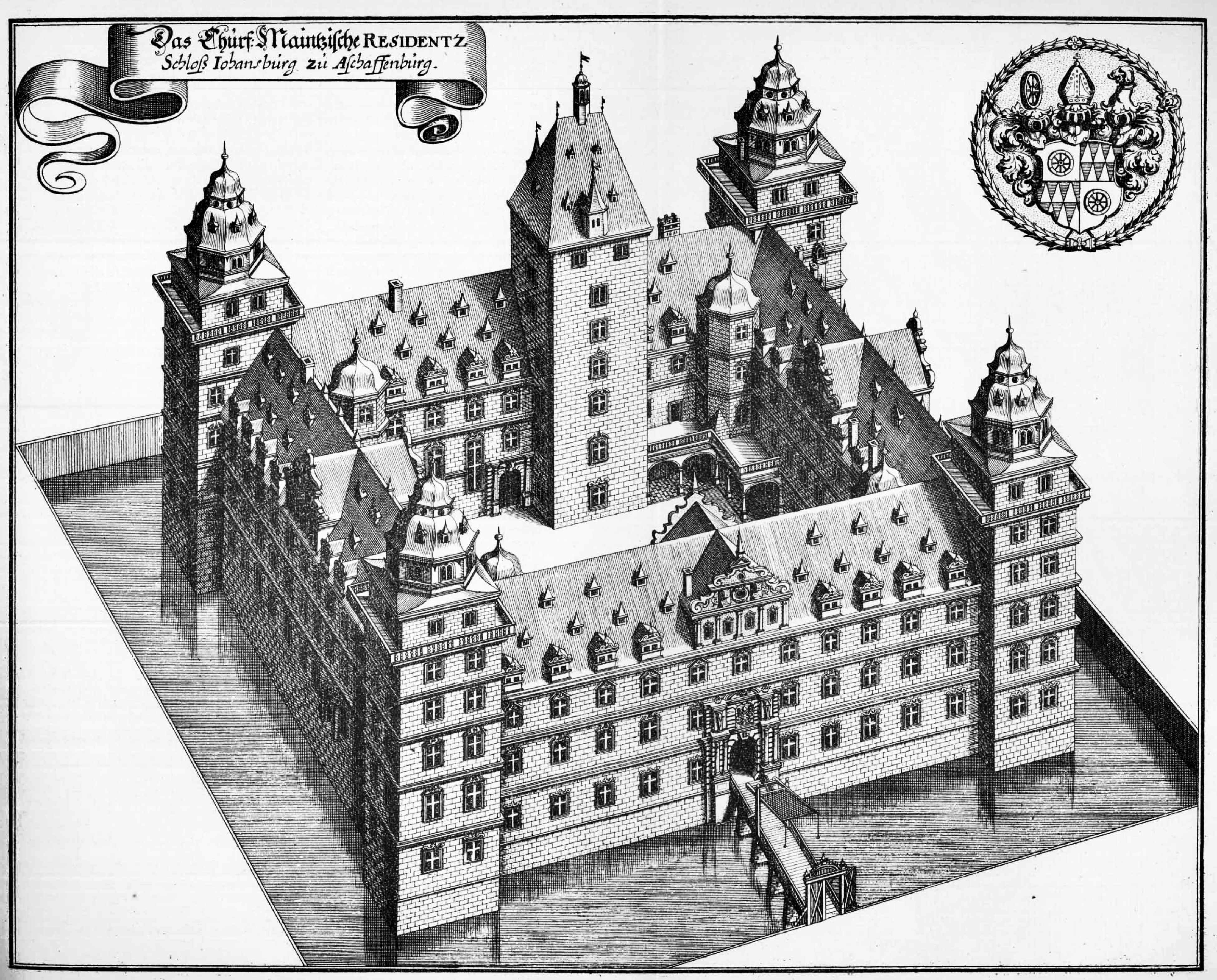
Grabado de Topographia Archiepiscopatuum Moguntinensis (1646), obra de Martin Zeiller

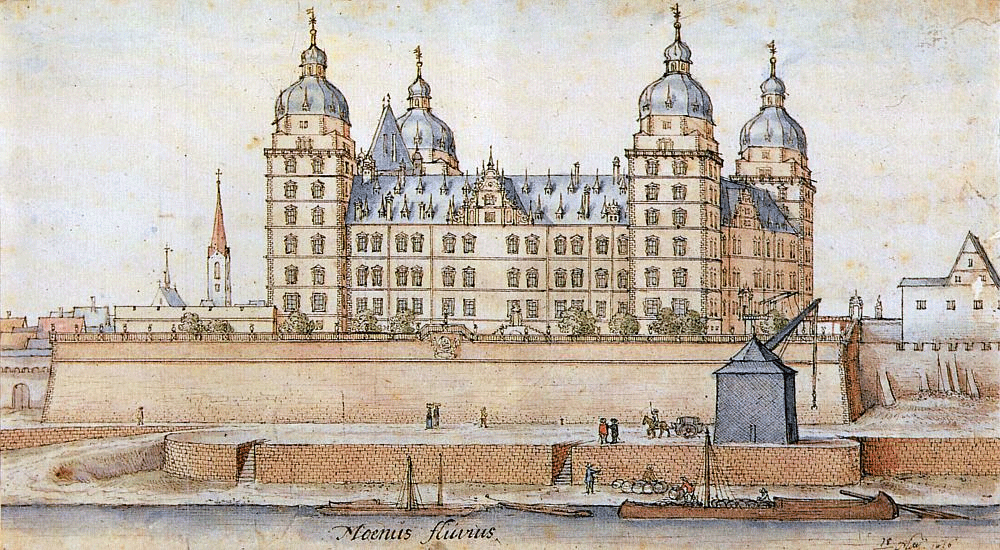
Aschaffenburg, Schloss Johannisburg, acuarela de 1636 de Wenceslaus Hollar (1607-1677)

El palacio fue erigido entre 1605 y 1614 por el arquitecto Georg Ridinger para Johann Schweikhard von Kronberg, arzobispo de Maguncia. El gasto considerable provino de los impuestos de su feudo: Eichsfeld, Erfurt y el Mainzer Oberstift (la parte del electorado administrado por Aschaffenburg) hicieron las mayores contribuciones financieras. Una torre del homenaje del castillo destruido del siglo XIV, que había estado anteriormente en el sitio, se incorporó en la nueva construcción y es la parte más antigua del palacio. El castillo anterior había sido incendiado, junto con la mayor parte de la ciudad, el 10 de agosto de 1552 por las tropas de Alberto Alcibiades, margrave de Brandeburgo-Kulmbach.: 73 
Hasta el final de los principados eclesiásticos en Alemania en 1803, el palacio de Johannisburg era la segunda residencia del príncipe-obispo de Maguncia. A finales del siglo XVIII, el interior había sido renovado según el estilo del clasicismo (o neoclasicismo) por Emanuel Herigoyen.
Karl Theodor von Dalberg, arzobispo de Maguncia en 1803, retuvo el territorio de Aschaffenburg —convertido en el recién creado principado de Aschaffenburg— y recibió otros territorios en compensación por los territorios al oeste del Rin, incluida Maguncia, que fueron anexionados por Francia. Desde 1810-1813, Aschaffenburg fue parte del Gran Ducado de Fráncfort. Aschaffenburg y el palacio de Johannisburg pasaron luego al reino de Baviera.
Durante el reinado de Luis I de Baviera (r. 1825-1848), el palacio de Johannisburg sirvió como residencia de verano del rey, quien se referiría a Aschaffenburg como su «Niza bávara». Encargó la construcción de una villa romana conocida como Pompejanum a la vista del palacio.
El palacio fue casi destruido en los días finales de la Segunda Guerra Mundial. La reconstrucción comenzó en 1951 y llevó más de veinte años.: 74 

## Descripción

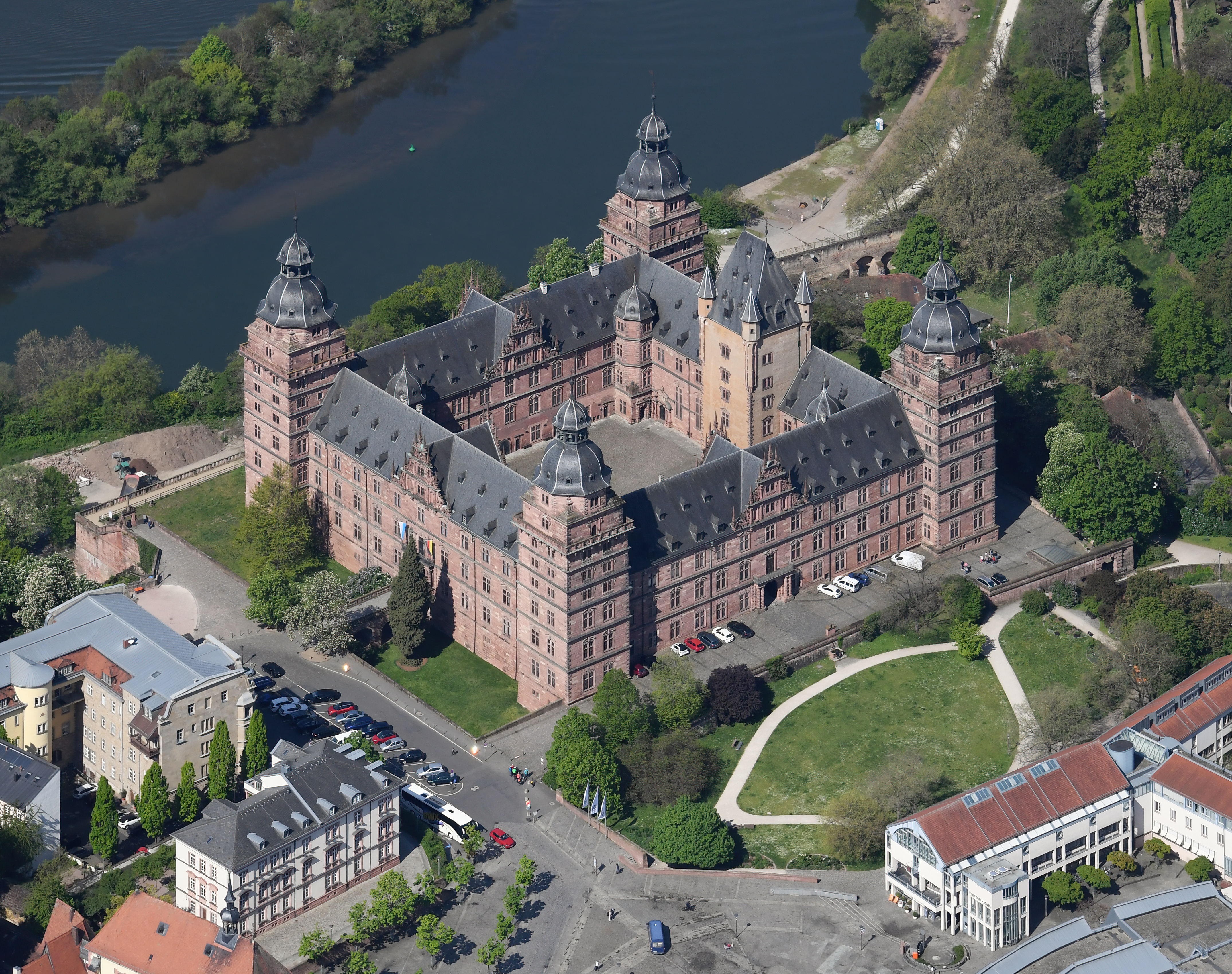
Vista aérea (2023)

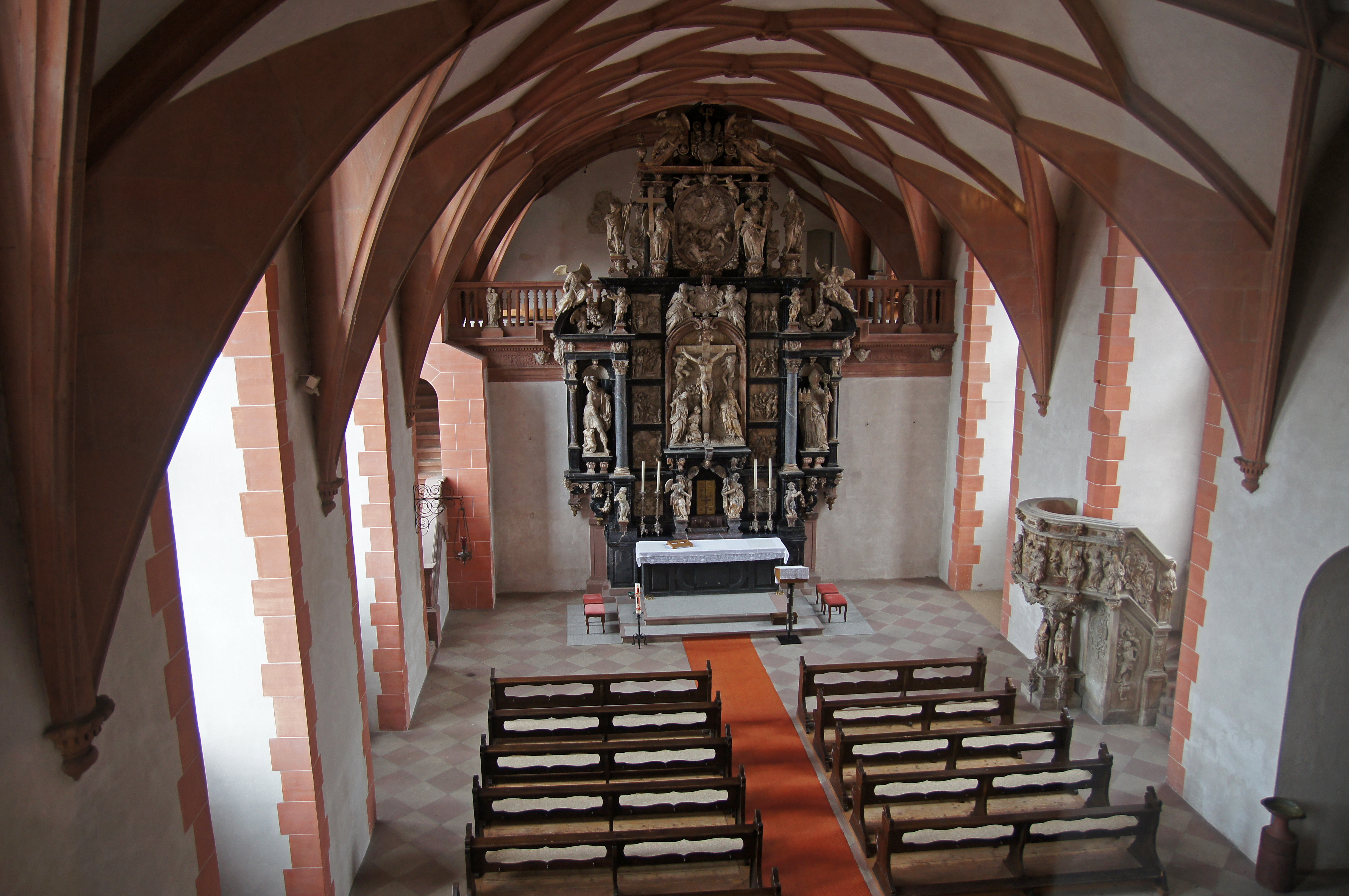
Capilla con bóveda de aristas inspirada en la arquitectura gótica

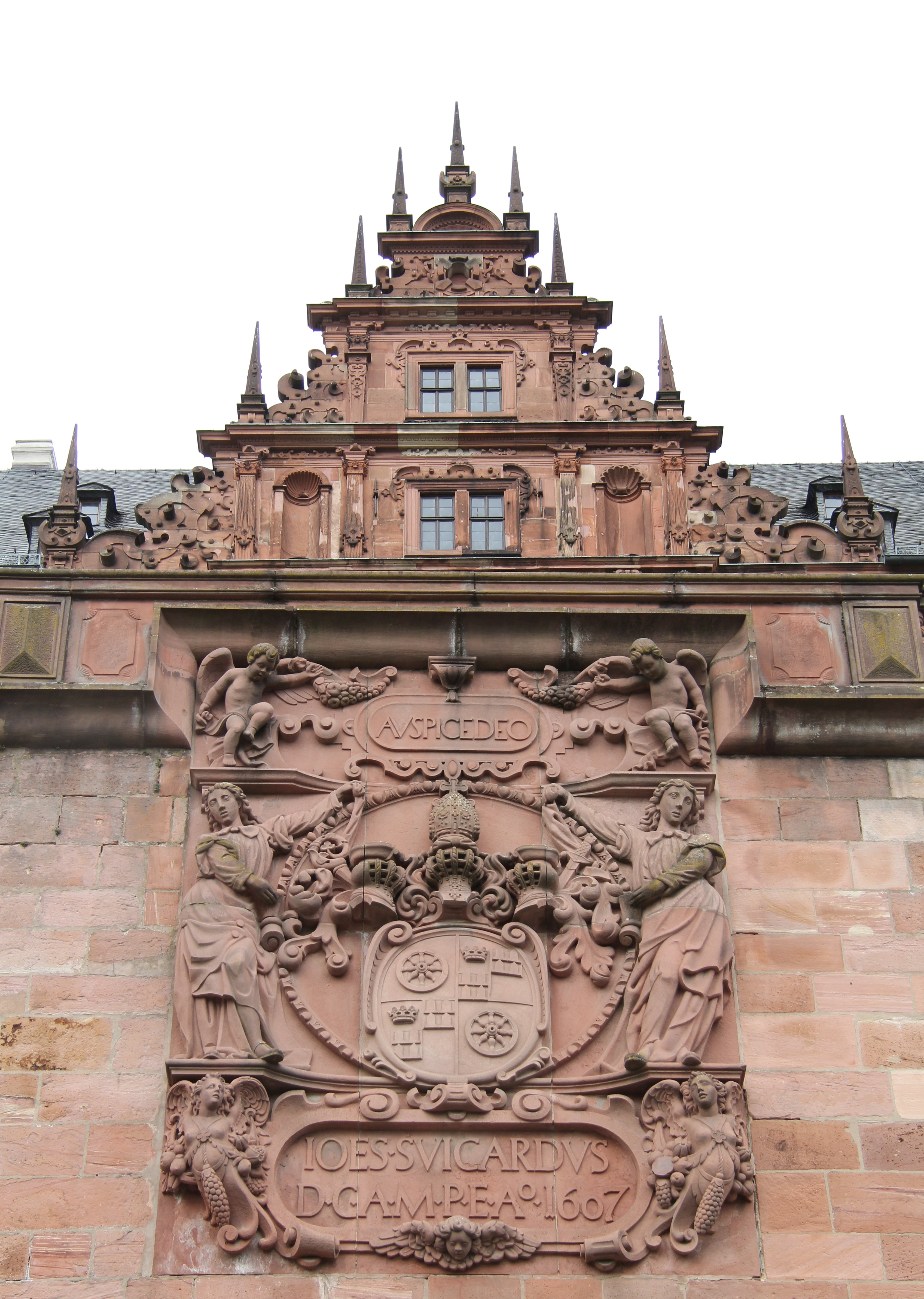
Escudo de armas sobre el muro del foso: en la inscripción se lee:
IO[ANN]ES SUICARDUS
D[EI] G[RATIA] A[RCHIEPISCOPUS] M[OGUNTINUS] P[RINCEPS] E[LECTOR] A[NN]O 1607
(en español: Johannes Schweikard, por la gracia de Dios Arzobispo de Maguncia y Príncipe Elector, en el año 1607)

El palacio de Johannisburg es uno de los pocos edificios palaciegos mayormente simétricos del Renacimiento alemán. Se encuentra sobre una terraza con vista al río, que Ridinger amplió en área y altura, erigiendo el palacio sobre las líneas de crecidas más altas. Cuatro alas rodean un patio interior casi cuadrado. Los edificios tienen tres plantas cada uno, con el exterior estructurado solo por cara y un hastial transversal central de tres niveles en cada cubierta. En cada una de las cuatro esquinas se dispone una torre, adelantándose hacia afuera más allá de la línea de construcción. A partir de una planta cuadrada las torres se vuelven octogonales desde el séptimo piso hacia arriba. Las torres están cubiertas por tejados de pizarra con linternas de cubierta. La simetría de la estructura solo se rompe por el viejo torreón del homenaje que se extiende hacia el patio desde el ala norte. Está coronado por un tejado escalonado con cuatro pequeñas torretas decorativas en las esquinas. El diseño de este tejado contrastaba con los planes de Ridinger, que pretendía que la torre central reflejara la apariencia de las torres de las esquinas del castillo.: 74 
En las cuatro esquinas del patio hay unas pequeñas torres redondas en las que se encuentran las escaleras. La iglesia o capilla del palacio se halla en el ala norte y se extiende a través de la planta baja y superior, con una bóveda de crucería que hace referencia al estilo gótico. El altar de la capilla, hecho de alabastro y mármol, es de Hans Junckermulti. Cuenta con una estatua de Johann Schweikhard von Kronberg, sosteniendo una maqueta del palacio.: 74 
El palacio está construido con piedra arenisca Buntsandstein, especialmente de las canteras de Obernburg y Miltenberg. Aunque los muros exteriores están desprovistos de ornamentación, se agregaron numerosas esculturas artísticas a los frontones y las puertas de entrada.: 74 

Vistas del palacio
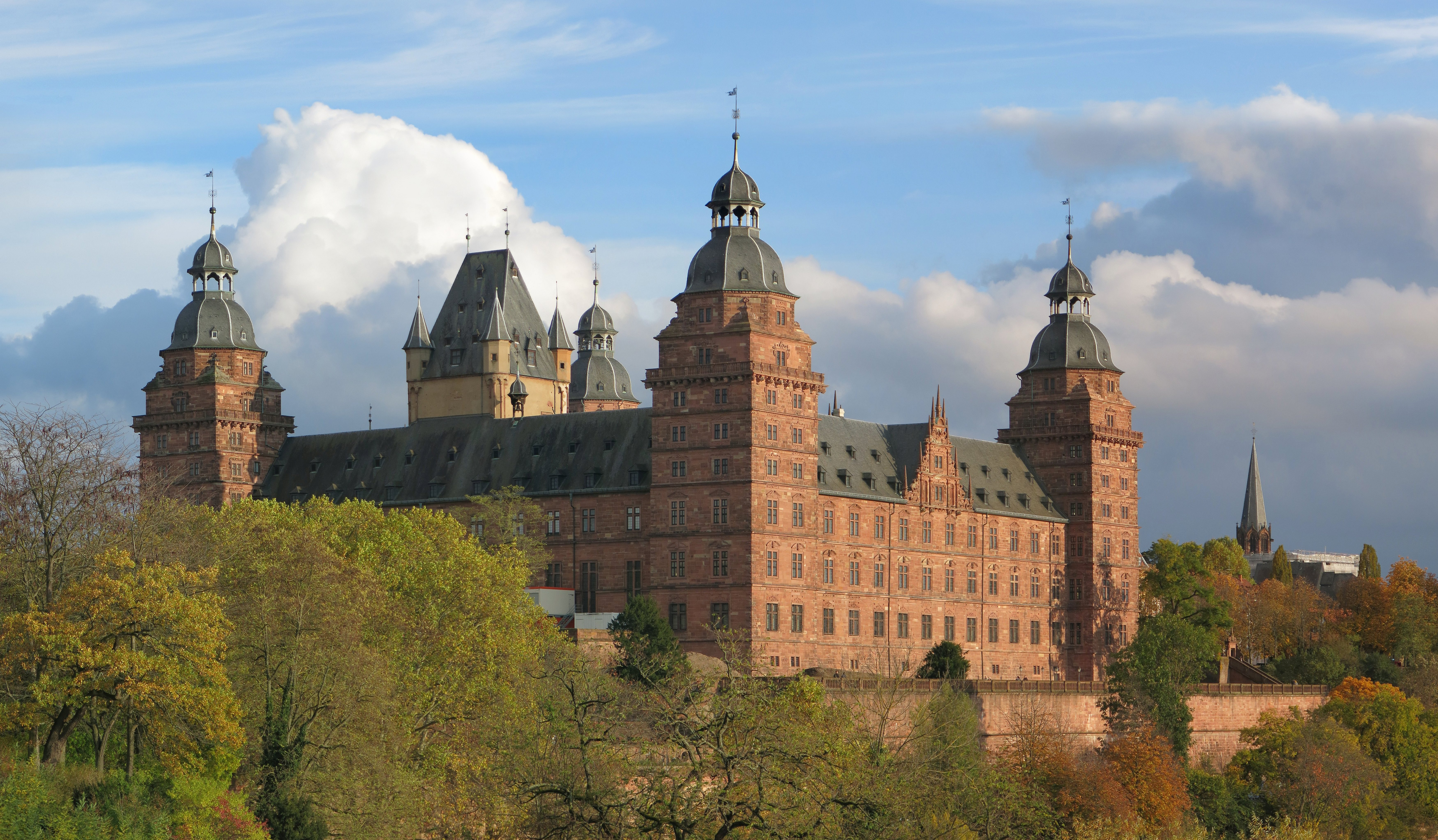
Vista exterior
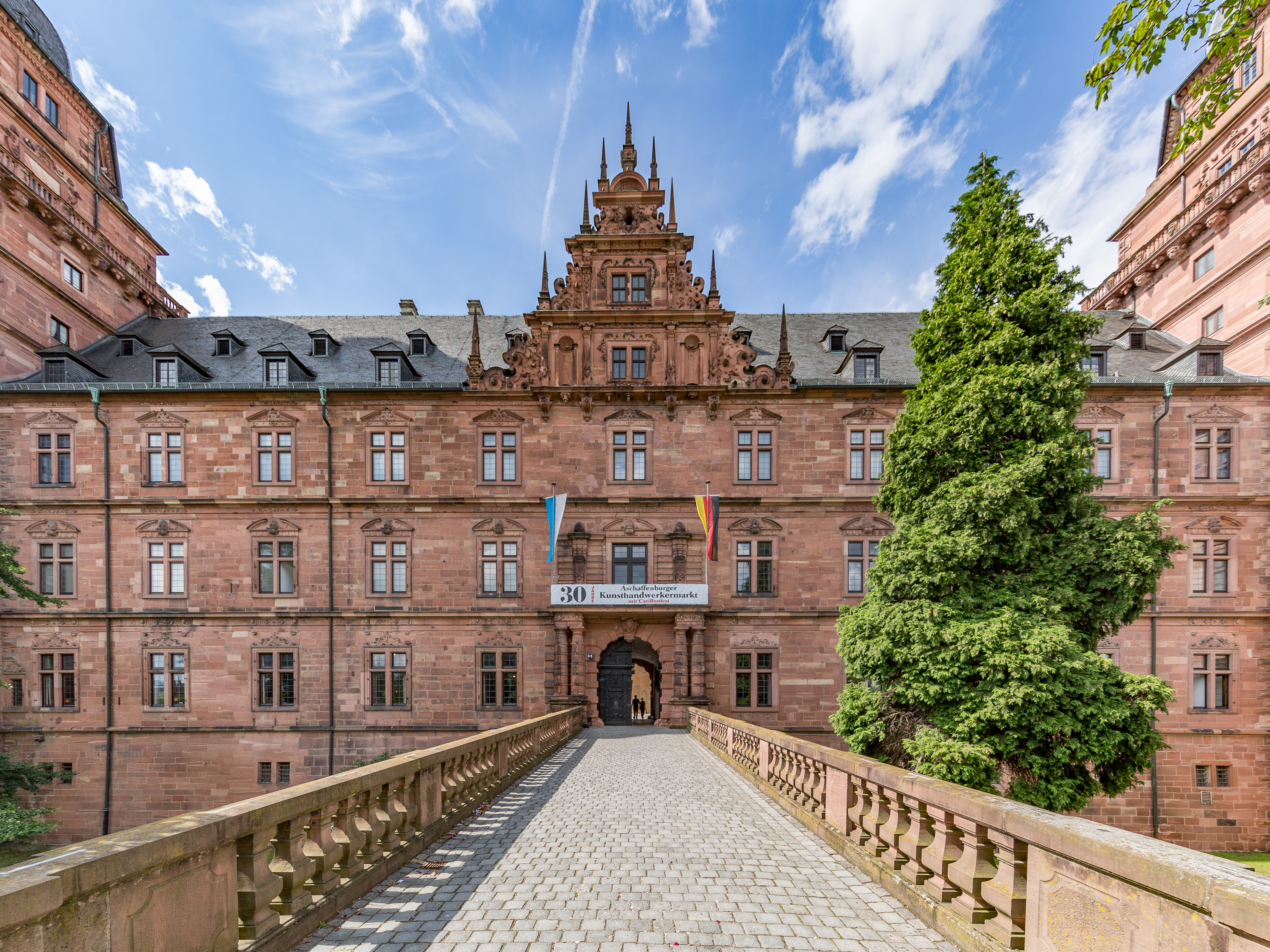
Acceso principal por el puente sobre el foso
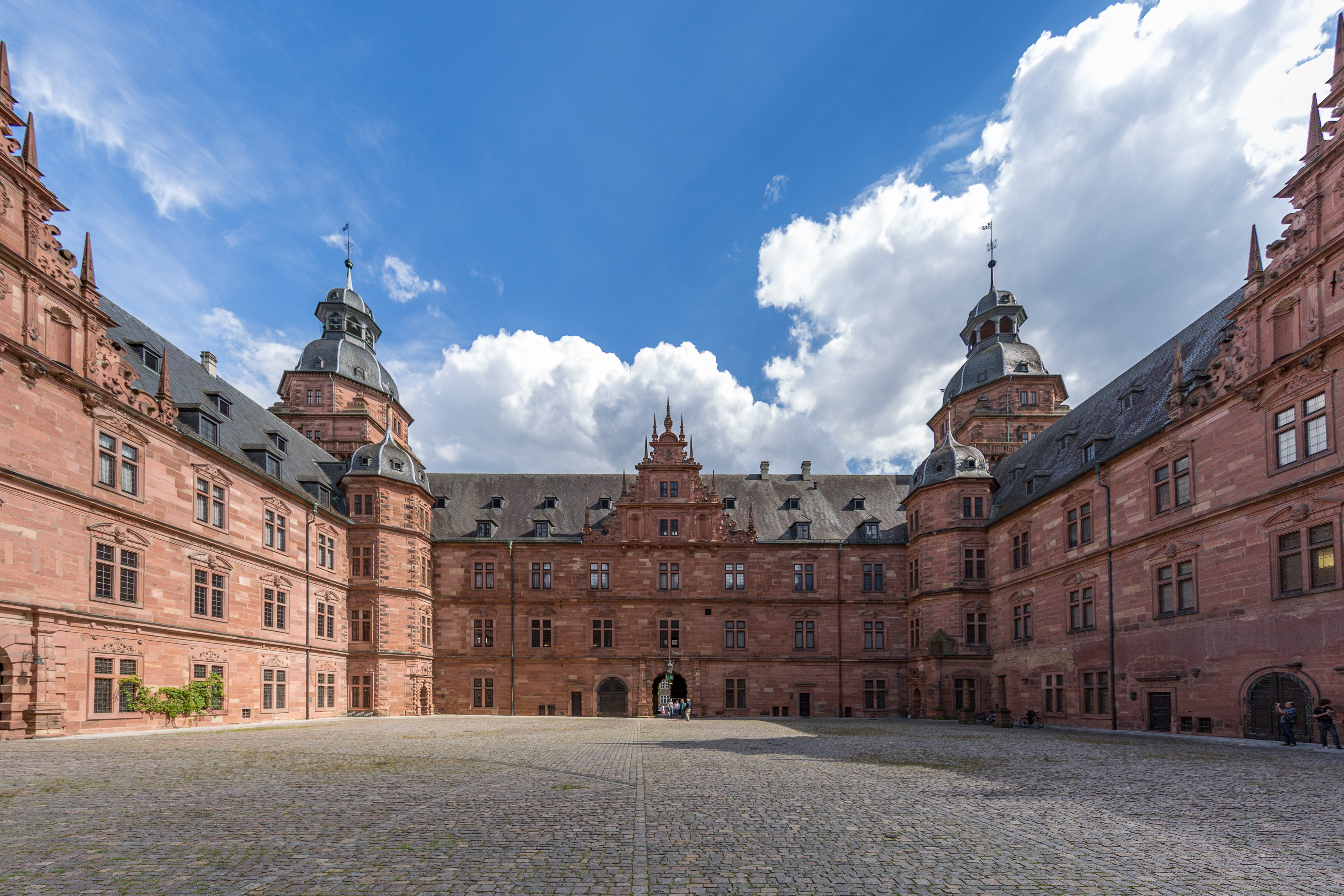
Patio interior
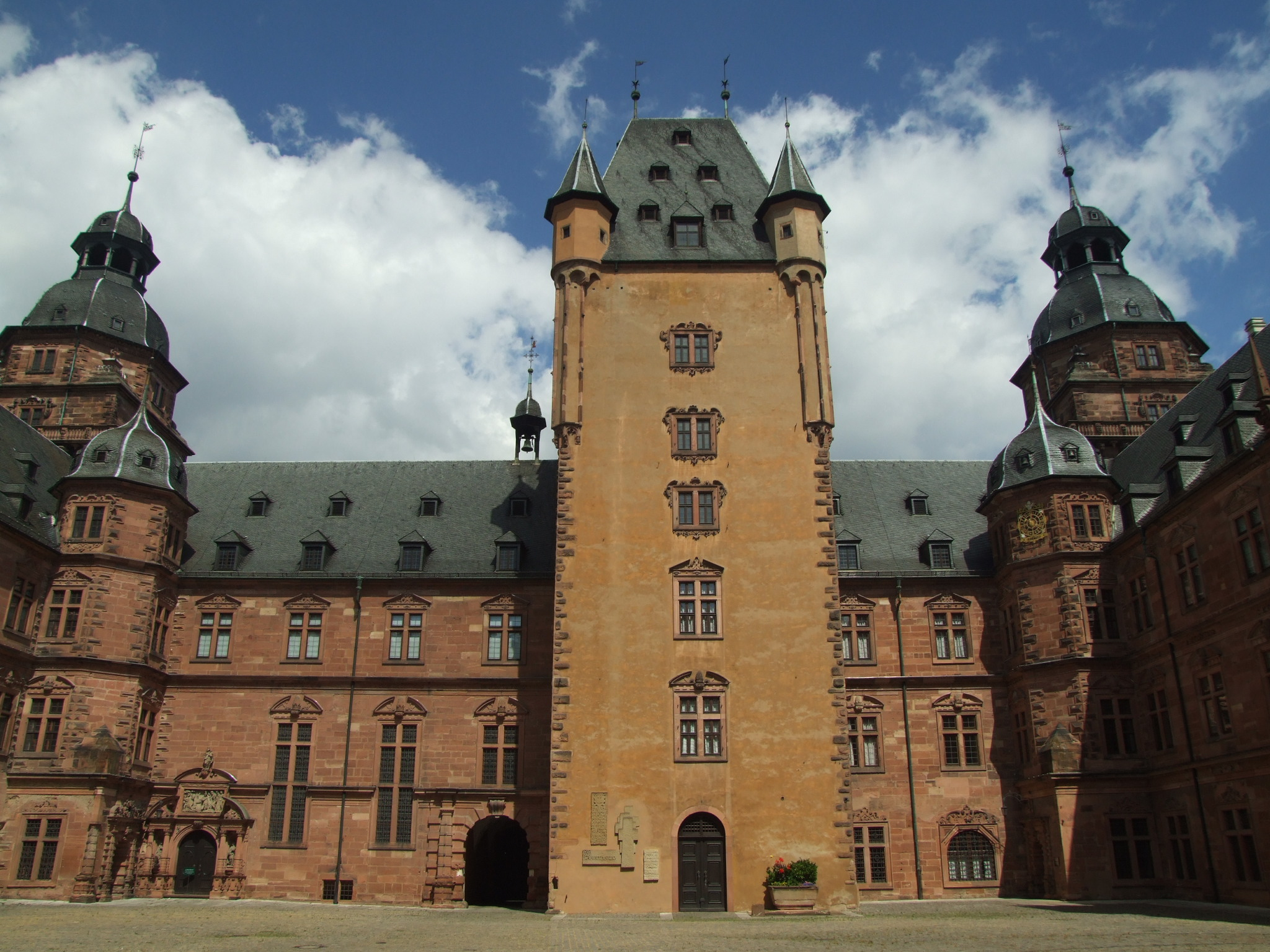
Antigua torre del homenaje

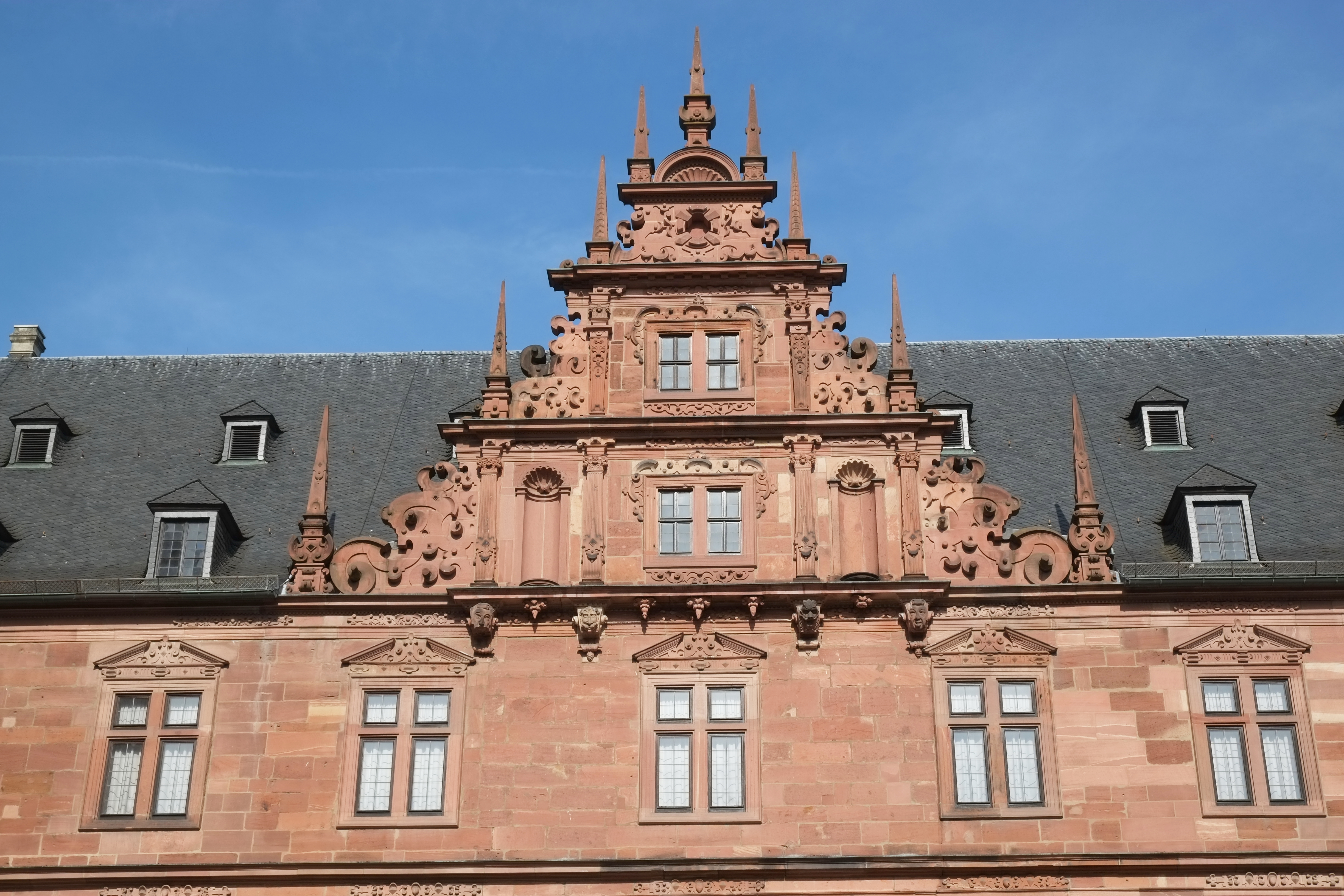
Detalle del hastial central sobre la entrada
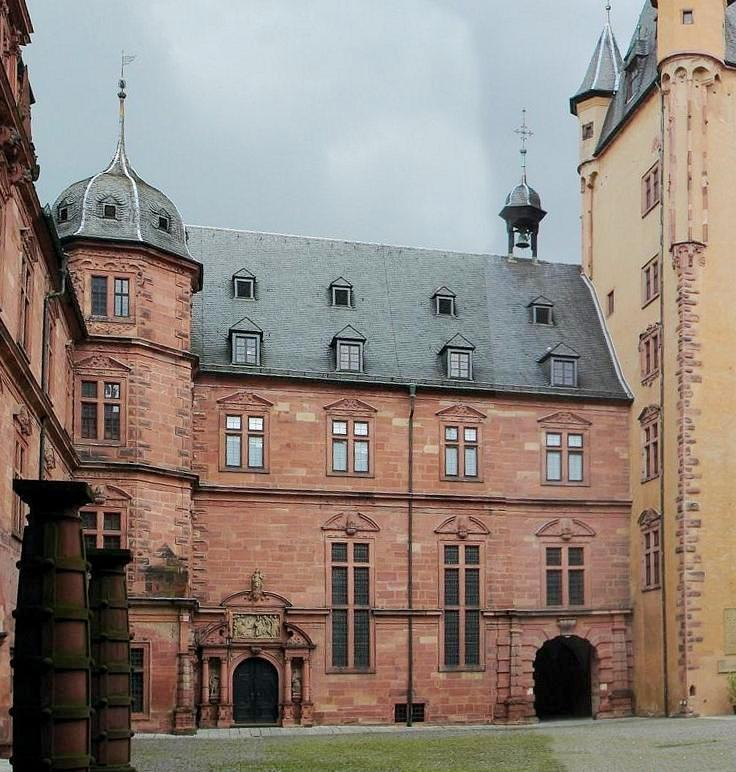
Ala con la capilla
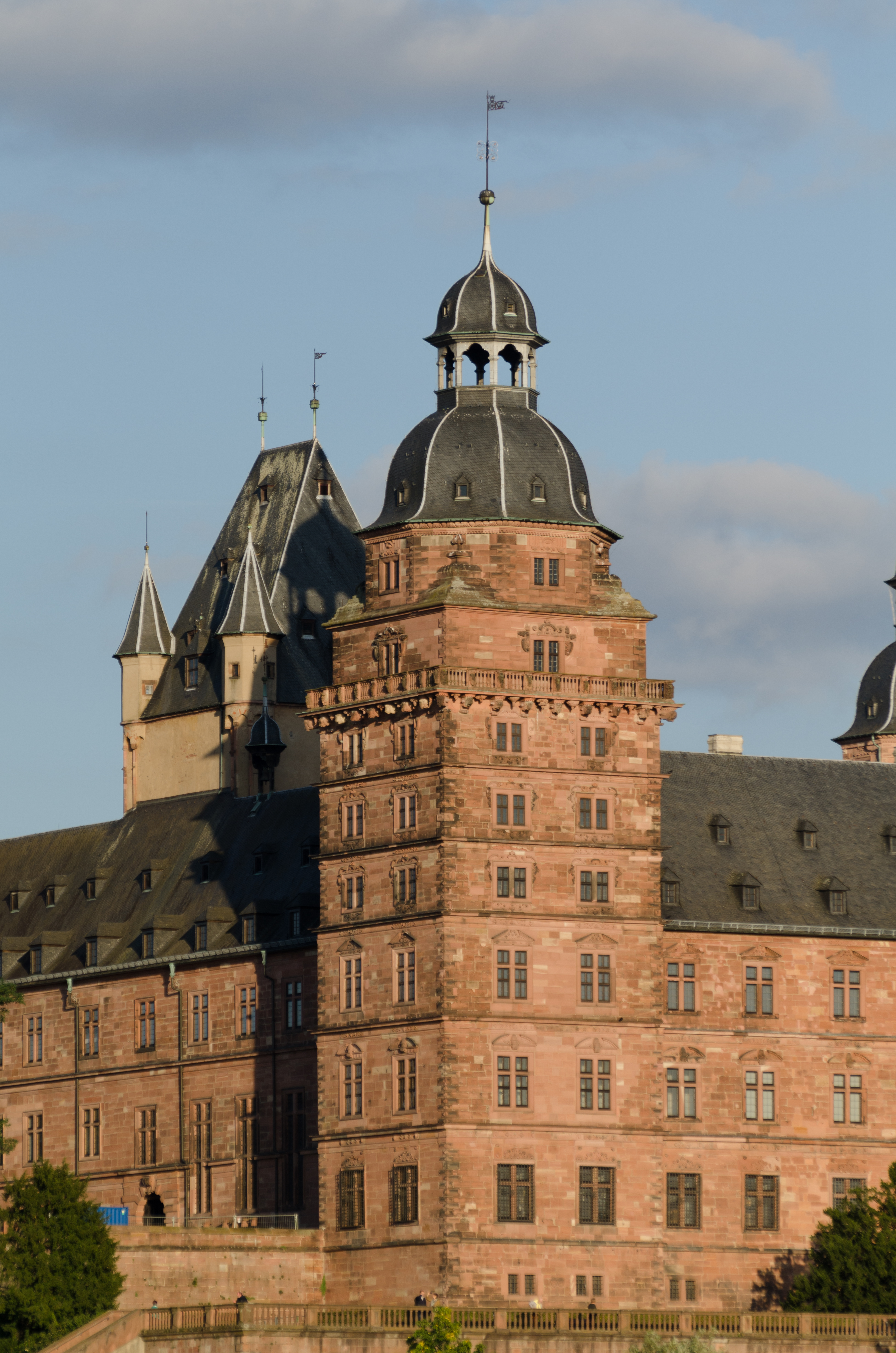
Detalle de la torre
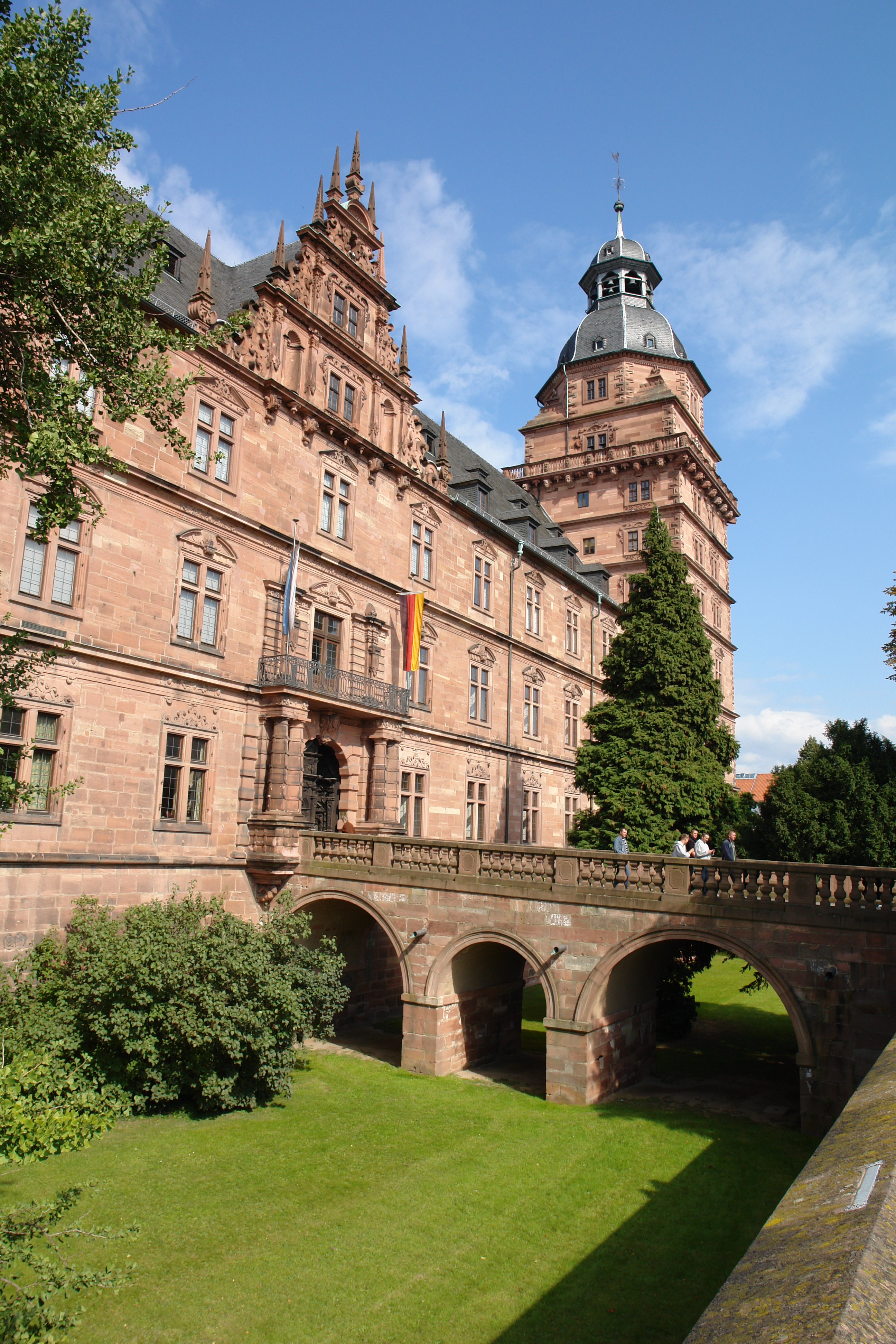
Vista del foso

## Actualidad
El palacio de Johannisburg es uno de los edificios más importantes del período del Renacimiento alemán.  y es una de las principales atracciones de Aschaffenburg y su punto de referencia.
Está abierto al público y alberga varios museos: Staatsgalerie Aschaffenburg, una galería de pintura (con obras de Lucas Cranach el Viejo), el Paramentenkammer de la capilla del palacio (con vestimentas del antiguo tesoro de la catedral de Maguncia), las habitaciones residenciales (acondicionadas en estilo neoclásico) y el Museo del Palacio Municipal (arte y artesanía). También existe la colección más grande del mundo de maquetas arquitectónicas hechas de corcho, construida por el pastelero Carl May y su hijo después de 1792.